# Sint-Hieronymusdal (Delft)
Het Hieronymusdal was een klooster van de Reguliere Kanunniken van Sint Augustinus in de stad Delft. Het was gewijd aan de heilige Hiëronymus van Stridon en lag aan de westzijde van de Oude Delft, ter hoogte van de Nieuwstraat.

## Geschiedenis
In 1403 vestigden de broeders zich aan de Oude Delft. Enige tijd later stichtten ze de Latijnse School in de Schoolstraat. Het bleef in gebruik tot er in 1544 brand uitbrak en restauratie te duur bleek.

## Kloosters, verbonden met het Hieronymusdal
- In 1427 vestigden de broeders zich in het Klooster Maria Magdalena in Bethanië in het bestaande gasthuis te 's-Gravenzande.
- Het Klooster Sion is in 1435 gesticht vanuit het Hieronymusdal.
- In 1474 stichtten de broeders het Hieronymusconvent in Utrecht.

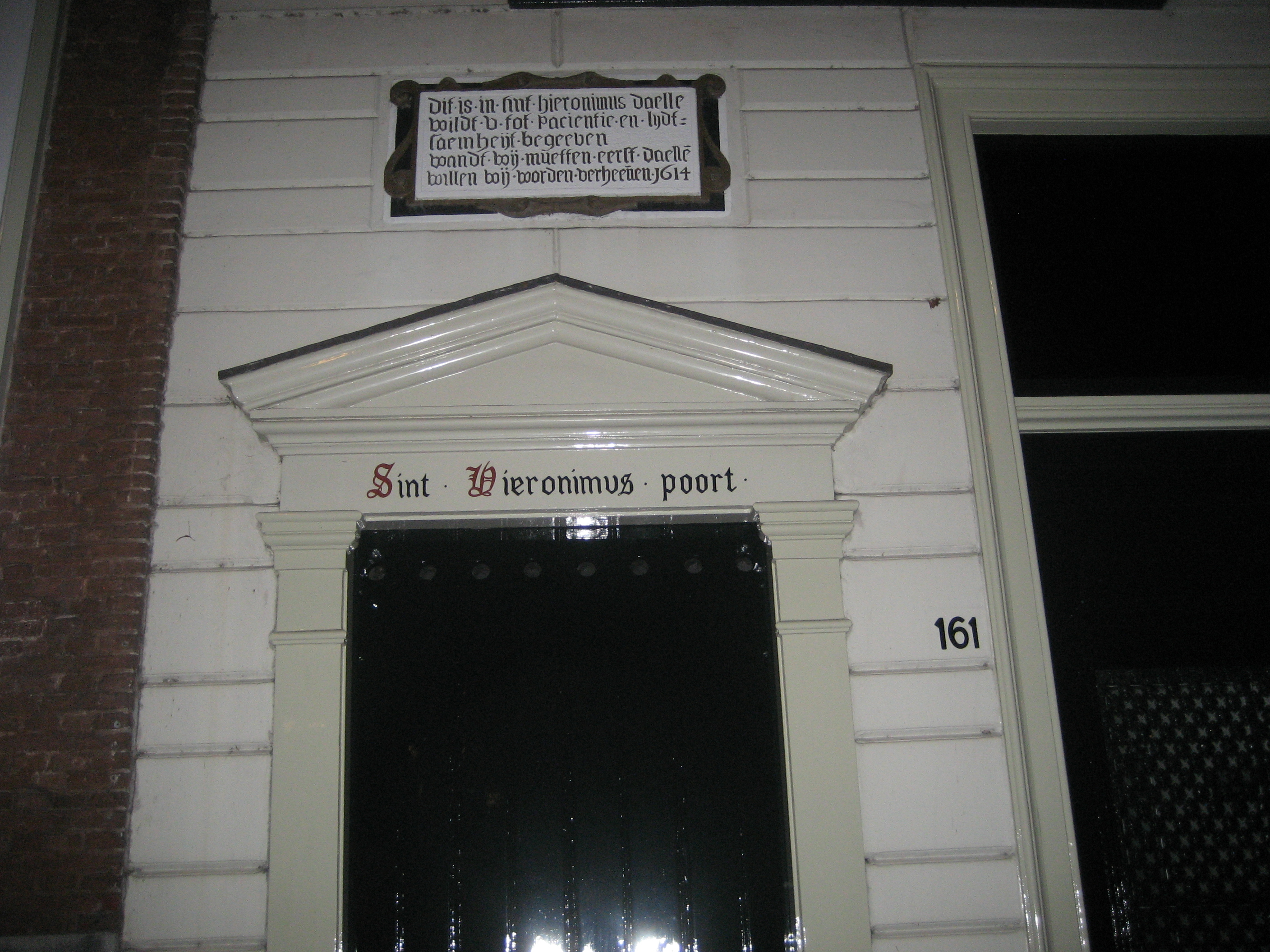
Poort, Oude Delft 161. dit is in Sint Hieronimus daelle / wildt u tot pacientie en lijdt- / saemheijt begeeven / wandt wij muetten eerst daelle / willen wij worden verheeven 1614

Sint-Agathaklooster · Sint-Agnesklooster · Sint-Anneklooster · Bagijnhof · Sint-Barbaraklooster · Sint Bartholomeus in Jeruzalem · Cellebroedersklooster · Sint-Claraklooster · Sint-Hieronymusdal · Klooster Koningsveld · Maria Magdalenaklooster · Minderbroederklooster · Sint Ursulaklooster